# Hermann Linkenbach
Hermann Linkenbach, född 8 april 1889 i Barmen, död 30 juni 1959 i Stade, var en tysk ryttare.
Linkenbach blev olympisk mästare i dressyr vid sommarspelen 1928 i Amsterdam.